# Bovey Tracey
Bovey Tracey es una localidad situada en Devon, Inglaterra. Según el censo de 2011, tiene una población de 4729 habitantes.
Se encuentra ubicada en el centro de la península del Suroeste, cerca de la ciudad de Exeter y de la orilla del canal de la Mancha (océano Atlántico).